# ルーブリック
ルーブリック（英: rubric）とは、教育において学習到達度を評価する際、あらかじめ設定された評価基準を、明確な観点と尺度による段階的な指標として示した表のことである。「ある課題について、できるようになってもらいたい特定の事柄を配置するための道具」とも言われている。このツールは、主に、パフォーマンス課題（実際の状況や複雑なタスクを通じて示される学習者の理解やスキルを活用しながら取り組む課題）における学習者のパフォーマンスの質を評価するために用いられる。
ルーブリックを用いることで、評価者の主観的な評価の偏りを軽減し、明示された評価基準に基づいてより精密な評価が可能となる。たとえば、パフォーマンス課題では、リアルな状況下で知識・スキルを活用する学習者の取り組みを評価する際、評価者によって基準がぶれやすい。このような場合、あらかじめ定義された段階的な評価基準を用いることで、評価者間の信頼性を確保できる。さらに、学習到達度を「できる／できない」の二分法ではなく、「どの程度できるか」という段階で示すことで、高次の思考スキルや総合的な能力をより的確に把握することができる。
また、ルーブリックを適用する際には、各水準に対応するアンカー作品（実際の学習者のパフォーマンス例）を示すことが望ましいとされる。これにより、評価者は実際の成果物に基づいて評価基準を解釈し、より客観的で公正な評価が可能となる。

## ルーブリックの構成要素
ルーブリックは、次の四つの構成要素から成る。
- 課題 - 評価対象となるパフォーマンス課題を明確に定義する。
- 観点 - 評価の対象となるパフォーマンスの特徴・特性・スキル・知識などを列挙する。
- 評価基準 - 観点ごとに、達成度を示す具体的な記述やフィードバック内容を明文化する。
- 尺度 - 達成度を段階的に表す区分（例：不十分／まあまあ／優れている、など）を設定する。

## ルーブリックの種類
ルーブリックは評価の目的や用途によって、以下のようなタイプに分類される  。
- 全体的（holistic）ルーブリック - 観点別に分けず、課題全体の印象を総合的に評価する。
- 分析的（analytic）ルーブリック - 観点ごとに評価基準を詳細に記述し、それぞれの観点に沿って評価する。
- 一般的（generic）ルーブリック - 特定の課題に限定しない、汎用的に適用可能な評価基準を提示する。
- 特定課題（task-specific）ルーブリック - 特定の課題に固有の評価基準を示す。

例えば、あるカリキュラム全体で使用する「共通ルーブリック」や、特定の科目に関する「科目ルーブリック」は、より一般化された評価基準を提示するため、一般的ルーブリックに該当する。また、成果物やパフォーマンスではなく、スキルや能力をどの程度発達させているのかを評価するルーブリックとして、発達段階（developmental）ルーブリックがある。